# Куммеровер-Зе
Ку́ммеровер-Зе (нем. Kummerower See) — озеро в Германии, в земле Мекленбург-Передняя Померания, около 70 км южнее Штральзунда. Располагается на севере района Мекленбургское Поозёрье.
Западный берег озера относится к Мекленбургу, восточный — к Передней Померании. Длина озера составляет около 11 км, ширина — около 4 км. Средняя глубина — 8,1 м, максимальная глубина — 23,3 м. С запада на север озеро пересекает верхнее течение реки Пене.